# Augusto Serrano López
Augusto Serrano López (1936, Casas de Fernando Alonso, provincia de Cuenca, España) es un escritor español.

## Biografía
Doctor en Filosofía por la Universidad Técnica de Berlín, Alemania, y Master en Economía por el Postgrado Centroamericano de Economía, Profesor Titular de Filosofía durante 33 años en la Universidad  Nacional Autónoma de Honduras y  Coordinador del Doctorado en Gestión del Desarrollo.
Su labor docente, la combinó certeramente durante 12 años con la de Agregado Cultural de la Embajada de España en Tegucigalpa.
Durante su gestión, se fortaleció el componente de cooperación cultural para el desarrollo de la  Acción Cultural de la Embajada, marcando su impronta en los siguientes programas:
- Publicación: Rosa de los Vientos (1990-1992).
- Jornadas de Didáctica del Español.
- Convenio de Cooperación Cultural, Educativa y Científica entre el Reino de España y el Gobierno de Honduras.[2] (1994).

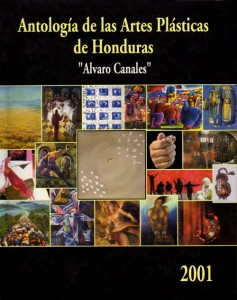

- Encuentro Cultural España-Centroamérica (1996).
- Catalogación de los archivos mineros del Real de Minas.
- Las Jornadas Hispano-hondureñas de Periodismo (2001-2009).
- Antología de las Artes Plásticas de Honduras[3] (1990-2008).
- Premio de Estudios Históricos Rey Juan Carlos I (1989- ).

Su gestión fue continuada posteriormente por Álvaro Ortega Santos, tras la creación del Centro Cultural de España en Tegucigalpa.
Igualmente fue cofundador del Instituto de Ciencias del Hombre.
Actualmente es Profesor Visitante de la Universidad Técnica de Berlín y de la Universidad Complutense de Madrid.

## Publicaciones
- Ha sido cofundador y redactor de la revista Paraninfo.

Entre sus numerosas publicaciones en revistas científicas y libros, cabe destacar:
- Relativität und Kompossibilität. Darmstadt 1969.
- Necesidad y Libertad. Edit. Univ. Tegucigalpa, 1982.
- El sujeto como objeto de las Ciencias Sociales. CINEP. Bogotá, 1982.
- La Esperanza en el presente de América Latina. DEI. San José, 1983.
- Positivismo y marxismo. Edit. Univ. Tegucigalpa, 1983.
- Razón Histórica. Edit. Univ. Tegucigalpa 1984.
- Textos Clásicos del Pensamiento Filosófico y Científico. Edit. Univ. Tegucigalpa, 1984.
- Los caminos de la Ciencia. Una Introducción a la Epistemología. DEI. San José 1988.
- Historia de la Ciencia y Teoría de la Ciencia. Revista de Filosofía. San José, 1989.
- Por la Filosofía: Una discusión en la frontera de las ciencias. Tegucigalpa 1990.
- Para una crítica de la razón científica.Paraninfo n.10,1996.
- La aventura del conocimiento. Tegucigalpa 1995.
- Desarrollo Humano: fronteras y alternativas. Ediciones Subirana, Centro de Publicaciones. Tegucigalpa, 1999.
- Leibniz como pensador de la complejidad. Paraninfo, n. 19, 2001.
- Castilla la Mancha: Wege der Universalitaet. Horlemann. Tuebingen 2006.
- Ciencia para el desarrollo humano. Rev. Diálogo Científico. Vol. 15 nº 12 págs 41-58. Tuebingen 2006.
- Paisajes de la memoria. Tegucigalpa 2007.
- Memoria histórica. Rev. Malinche. Alicante 2008.

## Condecoraciones
Ha sido merecedor de diferentes reconocimientos y condecoraciones.
Entre otros: Brassavola de Oro, otorgado por la Fundación para el Museo del Hombre Hondureño, y el nombramiento de caballero de la Orden de Isabel la Católica por el Ministerio de Asuntos Exteriores de España.